# Llac Jassilkol
El llac Jassilkol, en kazakh vol dir llac blau, és un gran llac de la província d'Almati al Kazakhstan. Està situat al centre de la mateixa vall a una altitud de 1.630 msnm, la seva profunditat és de 90 metres i una àrea de 100 hectàrees aproximadament. La seva aigua és molt freda. Aquest llac es va formar com a resultat d'un fort terratrèmol. El vessant dret es va ensorrar i va bloquejar el congost amb un poderós dic de runes de roca.